# أنيت ادموندسون
أنيت ادموندسون (بالإنجليزية: Annette Edmondson) مواليد 12 ديسمبر 1991 في أديليد، هو دراج أسترالي. شارك في دورة الألعاب الأولمبية الصيفية وفاز بميدالية أولمبية.

## الميداليات
| الميدالية | المسابقة                       |
| --------- | ------------------------------ |
| برونزية   | الألعاب الأولمبية الصيفية 2012 |
| ذهبية     | دورة ألعاب الكومنولث 2014      |
| فضية      | دورة ألعاب الكومنولث 2014      |

## روابط خارجية
- أنيت ادموندسون على موقع الاتحاد الدولي للدراجات (الإنجليزية)
- أنيت ادموندسون على موقع أرشيف الدراجات (الإنجليزية)
- أنيت ادموندسون على موقع إحصائيات الدراجات الإحترافية (الإنجليزية)
- أنيت ادموندسون على موقع نسبة الدراجات (الإنجليزية)
- أنيت ادموندسون على موقع CycleBase (الإنجليزية)
- أنيت ادموندسون على موقع أوليمبيديا (الإنجليزية)
- أنيت ادموندسون على موقع اللجنة الأولمبية الأسترالية (الإنجليزية)
- أنيت ادموندسون على موقع اتحاد ألعاب الكومنولث (مؤرشف) (الإنجليزية)